# Verlag an der Ruhr
Der Verlag an der Ruhr ist ein Fachbuchverlag mit Sitz in Mülheim an der Ruhr. Der Verlag ist spezialisiert auf pädagogische Titel.
Der 1981 gegründete Verlag gehört seit 2003 zur Franz Cornelsen Bildungsgruppe. Geschäftsführerin seit 2012 ist Annika Renker.
Der Verlag hat etwa 38 Mitarbeiter und einen Umsatz von sieben Millionen Euro. Verlegt werden aktuell mehr als 1200 Produkte von rund 500 Autoren. Zielgruppe sind Lehrer, Erzieher und Eltern, aber auch interessierte Jugendliche. Der Verlag erwähnt seinen „Mut gegenüber schwierigen Themen“ wie Rassismus, Krieg, Sterben und Sexueller Missbrauch und „Materialien, die zum selbstständigen, selbsttätigen Lernen anregen“.
Seit 2004 veröffentlicht der Verlag eigene Lektüren in der K.L.A.R.-Reihe mit begleitendem Unterrichtsmaterial.
Bücher und Autoren des Verlages erhielten 1999 den Goethe-Verlagspreis, 1994 den Gustav-Heinemann-Friedenspreis und 1998 den Preis für das „Politische Buch des Jahres“ der Friedrich-Ebert-Stiftung.
Seit 2013 hat der Verlag sein Programmangebot in Richtung Altenpflege mit Beschäftigungsangeboten für Demenzkranke erweitert.